# Bobby

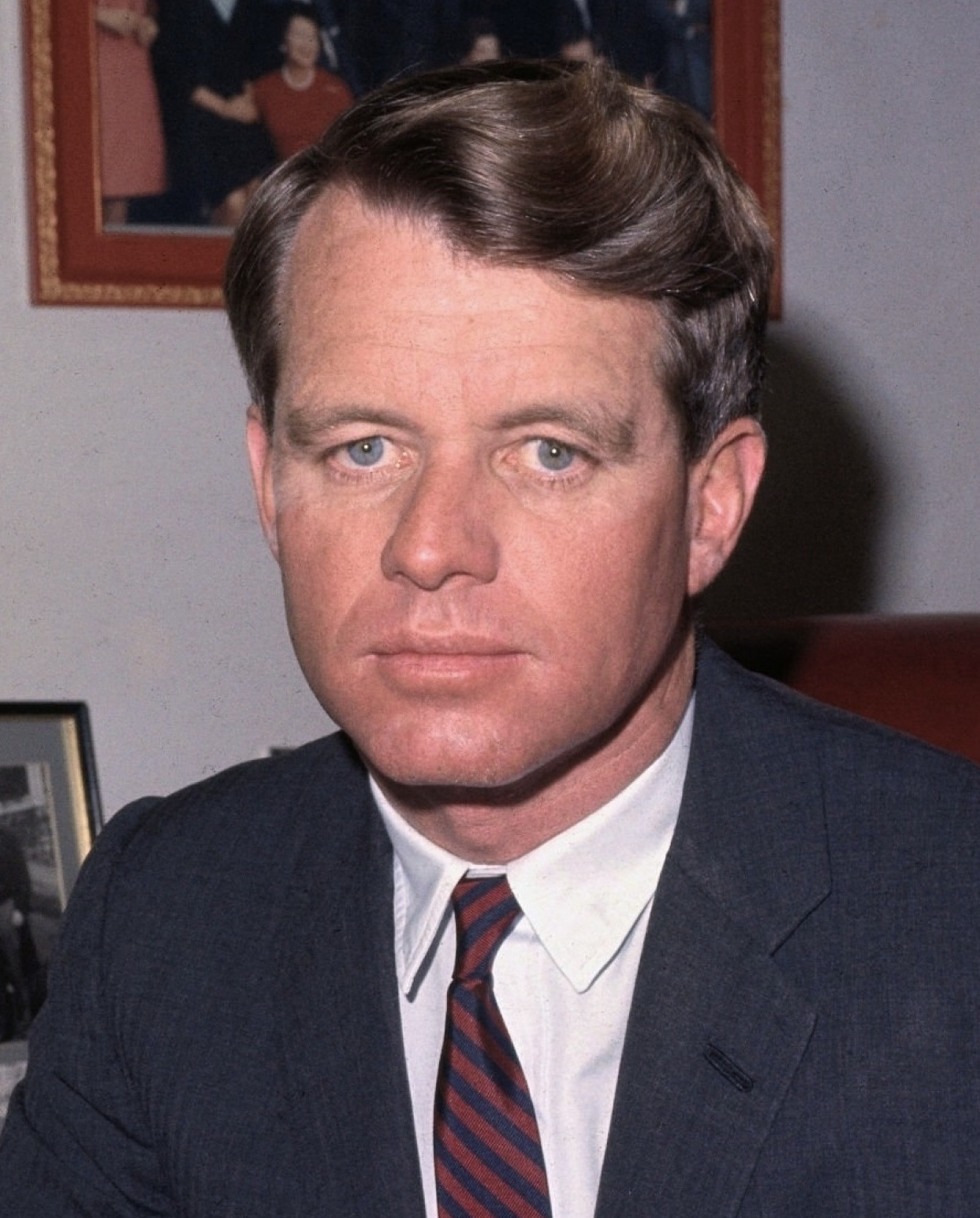
Robert Kennedy, 1965.

Bobby är ett mansnamn. Ursprunget är engelskt, där det är ett vanligt smeknamn för Robert. Namnet har blivit uppmärksammat i samband med Bobby-fallet.

## Personer med namnet Bobby
- Bobby Äikiä - Pojke som blev dödad av sina föräldrar och blev uppmärksammad 2006
- Bobby Kennedy - smeknamn på Robert Kennedy, mördad presidentkandidat
- Bobby Hull - Kanadensisk ishockeyspelare, pappa till Brett Hull
- Bobby Farrell - medlem i gruppen Boney M.
- Bobby Fischer - amerikansk schackspelare

## Fiktiva
- Bobby Ewing - Rollfigur i TV-serien Dallas, spelad av Patrick Duffy